# Knock on Wood (album Eddie Floyd)
| Recensione | Giudizio |
| ---------- | -------- |
| AllMusic   |          |

Knock on Wood è il primo album del cantante soul statunitense Eddie Floyd, pubblicato dall'etichetta discografica Stax Records nel gennaio del 1967.
Il singolo Knock on Wood fu certificato disco d'oro il 17 luglio 1995, e rappresenta l'unico disco d'oro della discografia del cantante.

## Tracce

### LP
Lato A
1. Knock on Wood – 2:55 (Steve Cropper, Eddie Floyd) – Registrato il 13 luglio 1966 a Memphis, Tennessee
2. Something You Got – 2:54 (Chris Kenner, Fats Domino) – Registrato il 27 dicembre 1966 a Memphis, Tennessee
3. But It's Alright – 2:48 (J.J. Jackson, Pierre Tubbs) – Registrato il 27 dicembre 1966 a Memphis, Tennessee
4. I Stand Accused – 3:17 (Jerry Butler, William Butler) – Registrato il 27 dicembre 1966 a Memphis, Tennessee
5. If You Gotta Make a Fool of Somebody – 2:45 (Rudy Clark) – Registrato il 27 dicembre 1966 a Memphis, Tennessee
6. I Don't Want to Cry – 2:45 (Luther Dixon, Chuck Jackson) – Registrato il 27 dicembre 1966 a Memphis, Tennessee

Lato B
1. Raise Your Hand – 2:20 (Steve Cropper, Eddie Floyd, Alvertis Isbell) – Registrato il 27 dicembre 1966 a Memphis, Tennessee
2. Got to Make a Comeback – 2:35 (Eddie Floyd, Joe Shamwell) – Registrato il 13 luglio 1966 a Memphis, Tennessee
3. 634-5789 – 3:04 (Steve Cropper, Eddie Floyd) – Registrato il 27 dicembre 1966 a Memphis, Tennessee
4. I've Just Been Feeling Bad – 2:35 (Steve Cropper, Eddie Floyd) – Registrato il 27 dicembre 1966 a Memphis, Tennessee
5. High-Heel Sneakers – 2:35 (Robert Higginbotham) – Registrato il 27 dicembre 1966 a Memphis, Tennessee
6. Warm and Tender Love – 3:30 (Bobby Robinson) – Registrato il 27 dicembre 1966 a Memphis, Tennessee

## Musicisti
- Eddie Floyd – voce
- Steve Cropper – chitarra
- Booker T. Jones – pianoforte, organo
- Isaac Hayes – pianoforte (brani: Knock on Wood e Got to Make a Comeback)
- Donald "Duke" Dunn – basso
- Al Jackson Jr. – batteria
- Wayne Jackson – tromba
- Sconosciuto (possibile Andrew Love) – sassofono tenore
- Sconosciuto (possibile Floyd Newman) – sassofono baritono

Note aggiuntive
- Jim Stewart – produttore, supervisione
- Ronnie Stoots – design copertina album originale
- Deanie Catron – note retrocopertina album originale

## Classifica
Album
| Anno | Classifica            | Posizione raggiunta |
| ---- | --------------------- | ------------------- |
| 1967 | Official Albums Chart | 36                  |

Singoli
| Anno | Titolo del brano | Classifica             | Posizione raggiunta |
| ---- | ---------------- | ---------------------- | ------------------- |
| 1966 | Knock on Wood    | Billboard Hot 100      | 28                  |
| 1967 | Raise Your Hand  | Billboard Hot 100      | 79                  |
| 1966 | Knock on Wood    | Hot R&B/Hip-Hop Songs  | 1                   |
| 1967 | Raise Your Hand  | Hot R&B/Hip-Hop Songs  | 16                  |
| 1967 | Knock on Wood    | Official Singles Chart | 19                  |
| 1967 | Raise Your Hand  | Official Singles Chart | 42                  |